# Trypocopris fulgidus
Trypocopris fulgidus es una especie de coleóptero de la familia Geotrupidae.

## Distribución geográfica
Habita en el oeste de Asia.